# Discopyge
Discopyge ist eine Gattung aus der Ordnung der Zitterrochenartigen (Torpediniformes), die an den Küsten des südlichen Südamerikas vorkommt. Im südöstlichen Pazifik reicht das Verbreitungsgebiet von Feuerland bis zum südlichen Peru, im südwestlichen Atlantik von Feuerland bis zum südlichen Brasilien.

## Merkmale
Discopyge-Arten sind kleine bis mittelgroße Rochen, die als ausgewachsene Tiere eine Gesamtlänge von 30 bis 55 cm erreichen. Die Kopf-Rumpf-Scheibe ist annähernd rund oder herzförmig. Der Kopf steht kaum hervor und ist vorn abgerundet. Die Rochen sind auf dem Rücken einfarbig bräunlich, purpur-braun oder olivgrün gefärbt. Die Unterseite ist weißlich bis cremefarben. Die Augen sind klein und haben die gleiche Größe wie die unmittelbar dahinter liegenden Spritzlöcher. Die Nasenvorhänge sind breiter als lang. Die Lippen sind schmal. Die Zähne sind in Reihen angeordnet. Im Unterkiefer sind die Zahnreihen etwas schmaler als im Oberkiefer. Einige Zähne sind auch bei geschlossenem Maul sichtbar. Der Schwanz ist länger als die Kopf-Rumpf-Scheibe oder genau so lang. Die Schwanzbasis ist relativ breit. Auf dem Schwanz befinden sich zwei abgerundete Rückenflossen, deren Basis kürzer ist als ihre Höhe. Die Schwanzflosse ist größer als die Rückenflossen.

## Lebensraum
Discopyge-Arten leben auf dem Kontinentalschelf in Tiefen von 20 bis 140 Metern. Über ihre Lebensweise ist kaum etwas bekannt.

## Systematik
Die Gattung Discopyge wurde 1846 durch den österreichischen Zoologen Johann Jakob Heckel mit der Erstbeschreibung von Discopyge tschudii eingeführt. Sie wird gegenwärtig der Familie Narcinidae zugeordnet. Molekularbiologische Daten deuten jedoch darauf hin, dass diese nicht monophyletisch ist und Discopyge und Narcine, die Typusgattung der Familie, zu unterschiedlichen Kladen in der Ordnung der Zitterrochenartigen gehören. Discopyge ist möglicherweise die Schwestergruppe einer von den Gattungen Benthobatis (Familie Narcinidae) und Typhlonarke (Familie Narkidae) gebildeten Klade. Für die von den drei Gattungen gebildeten Klade muss möglicherweise eine neue Familie aufgestellt werden. Dafür steht die Bezeichnung Discopygidae zur Verfügung, die 1862 als Discopygae durch den US-amerikanischen Ichthyologen Theodore Nicholas Gill eingeführt wurde.

## Arten
Zur Gattung Discopyge gehören zwei Arten:
- Discopyge castelloi Menni, Rincón & García, 2008
- Discopyge tschudii Heckel, 1846

## Belege
1. 1 2 3  
Last, P.R., White, W.T., Carvalho, M.R., Séret, B., Stehmann, M. & Naylor, G.J.P. Rays of the World. CSIRO Publishing: Melbourne. ISBN 978-0-643-10913-1, Seite 148 u. 149.
2. ↑  
Johann Jakob von Tschudi (1846): Ichthyologie. in: Untersuchungen über die Fauna Peruana. Scheitlin & Zollikofer, St. Gallen.
3. ↑  
Theodore Nicholas Gill (1862): Analytical synopsis of the order of Squali; and revision of the nomenclature of the genera. Annals of the Lyceum of Natural History of New York, S. 367–370.
4. ↑  Discopyge auf Fishbase.org (englisch)